# Malcolm Fraser
John Malcolm Fraser (21 de Maio de 1930 – 20 de Março de 2015) foi um político australiano que serviu como o 22.º primeiro-ministro da Austrália, tendo também sido líder do Partido Liberal australiano entre 1975 e 1983.
Eleito para o parlamento australiano em 1955 com 25 anos, Fraser foi nomeado para o conselho de ministros em 1966. Depois de se tornar Ministro da Defesa em 1969, foi um dos possíveis candidatos a liderar o Partido Liberal australiano, depois da derrota do partido em 1972; no entanto, perdeu a corrida à liderança para o outro concorrente, Billy Snedden. Mais tarde, em 1975, Fraser desafiou Snedden pela liderança do partido, desta vez ganhando.
Fraser foi nomeado primeiro-ministro em 1975, depois de uma polémica na qual o governo de Whitlam ser sido dispensado. Fraser então acabou por ganhar a maior vitória parlamentar até então da história australiana. Depois de mais duas vitórias em eleições, em 1977 e 1980, foi derrotado por Bob Hawke e pelo Partido Trabalhista australiano em 1983, tendo deixado o parlamento pouco tempo depois.
Mais tarde, já reformado, Fraser envolveu-se em questões humanitárias internacionais e a nível doméstico. Depois da vitória de Tony Abbott em 2009, o qual venceu a liderança do Partido Liberal, Fraser deixou voluntariamente de ser membro do partido, alegando que "o Partido Liberal deixou de ser liberal e passou a ser conservador".
No dia 20 de Março de 2015, Fraser faleceu com 84 anos, depois de doença prolongada.